# Road Food
Road Food è un album in studio del gruppo musicale canadese The Guess Who, pubblicato nel 1974.

## Tracce
1. Star Baby – 2:38
2. Attila's Blues – 4:54
3. Straighten Out – 2:22
4. Don't You Want Me – 2:20
5. One Way Road to Hell – 5:26
6. Clap for the Wolfman – 4:15
7. Pleasin' for Reason – 3:17
8. Road Food – 3:39
9. Ballad of the Last Five Years – 7:15

## Formazione
- Burton Cummings – voce, tastiera
- Kurt Winter – chitarra
- Donnie McDougall - chitarra, cori
- Bill Wallace – basso, cori
- Garry Peterson – batteria